# Andrena shoshoni
Andrena shoshoni là một loài Hymenoptera trong họ Andrenidae. Loài này được Ribble mô tả khoa học năm 1974.